# Торфовище (заповідне урочище)
Торфо́вище — заповідне урочище в Україні. Об'єкт природно-заповідного фонду Івано-Франківської області.
Розташоване в межах Долинського району Івано-Франківської області, неподалік від села Надіїв.
Площа 3,8 га. Статус надано згідно з рішенням облвиконкому від 17.05.1983 року № 166. Перебуває у віданні Оболонської сільської ради.
Статус надано для збереження частини торфовища, зарослого очеретом.